# 米谷常秀
米谷 常秀（まいや つねひで） は、戦国時代から安土桃山時代にかけての武将。葛西氏の家臣。陸奥国米谷城主。

## 略歴
米谷氏は下総国千葉氏の一族。鎌倉時代に陸奥に移住した一族の一つである亀卦川氏の分流に当たる。
天文4年（1535年）、米谷常時の子として誕生。常秀は嫡流である亀卦川氏と共に葛西氏の有力被官となって活躍した。
主君・葛西晴信は天正18年（1590年）に豊臣秀吉による奥州仕置で所領を没収され、常秀も没落する。その後、新領主として入封してきた木村吉清・清久父子が領内において苛政を行ったため、常秀ら葛西旧臣は葛西氏と同じく改易された大崎氏の旧臣らと共に領民を煽動して一揆を起こす(葛西大崎一揆)。しかし、一揆は木村父子の救援を命じられた蒲生氏郷、伊達政宗らによって鎮圧される。その後、常秀は桃生郡深谷で伊達政宗配下によって、弟・常忠ら米谷一族や同じく葛西旧臣の武鑓重信らと共に謀殺されたという。